# Túnel del Pimorent
El Túnel del Pimorent és un túnel de carretera dels Pirineus que uneix l'Alta Cerdanya amb el País de Foix (Arieja) seguint la ruta de l'eix europeu E9 París-Barcelona. La carretera que el recorre és la N - 523 (variant de l'antiga N - 20). El túnel permet evitar el Coll del Pimorent i té els extrems a les comunes de Portè, a l'alta vall del Riu Querol, i de l'Ospitalet, a la vall d'Acs en el curs alt del Riu Arieja, tot seguint el Sabartès històric. És un túnel de peatge.

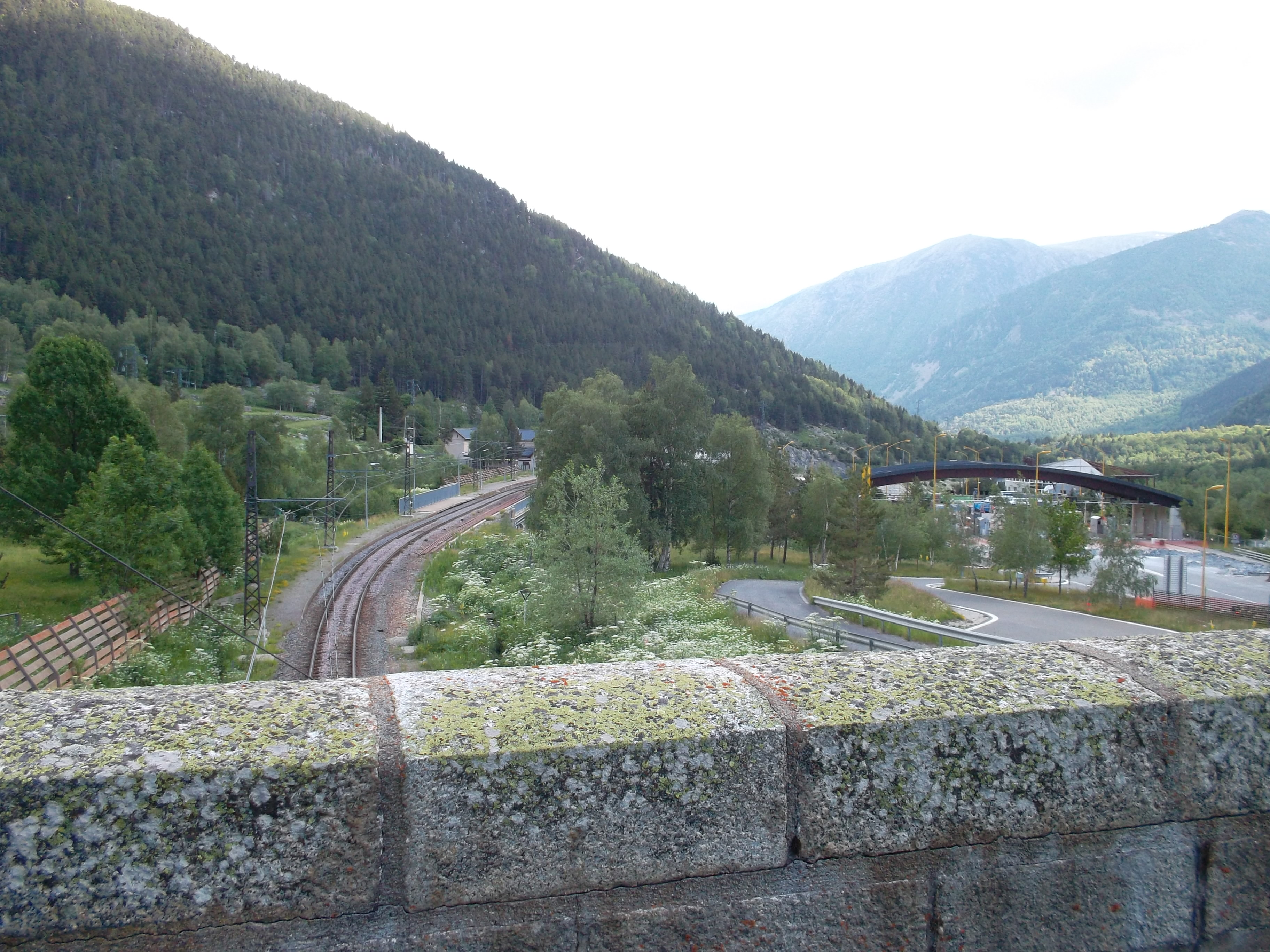
Peatge, al costat de la sortida sud del túnel ferroviari del Pimorent

El seu llarg recorregut subterrani es desenvolupa dessota de l'Estació d'esquí de Portè - Pimorent. La boca sud és per pocs metres dins del terme de Portè, a tocar, però, del termenal amb Porta. Dins d'aquest altre terme es troba la barrera de peatge del túnel i les dependències annexes.
El traçat és força paral·lel al Túnel ferroviari del Pimorent.

## Història
Va ser construït entre el 1988 i el 1994. En decidí la construcció el president de França François Mitterrand, que l'inaugurà el desembre del 1994 conjuntament amb el president del govern espanyol Felipe González i el president de la Generalitat de Catalunya Jordi Pujol. Va ser concebut per a millorar la connexió ràpida de l'eix que uneix Tolosa de Llenguadoc i Barcelona, i per a facilitar la travessa central dels Pirineus en totes les estacions de l'any.

## Característiques
- Una barrera de peatge

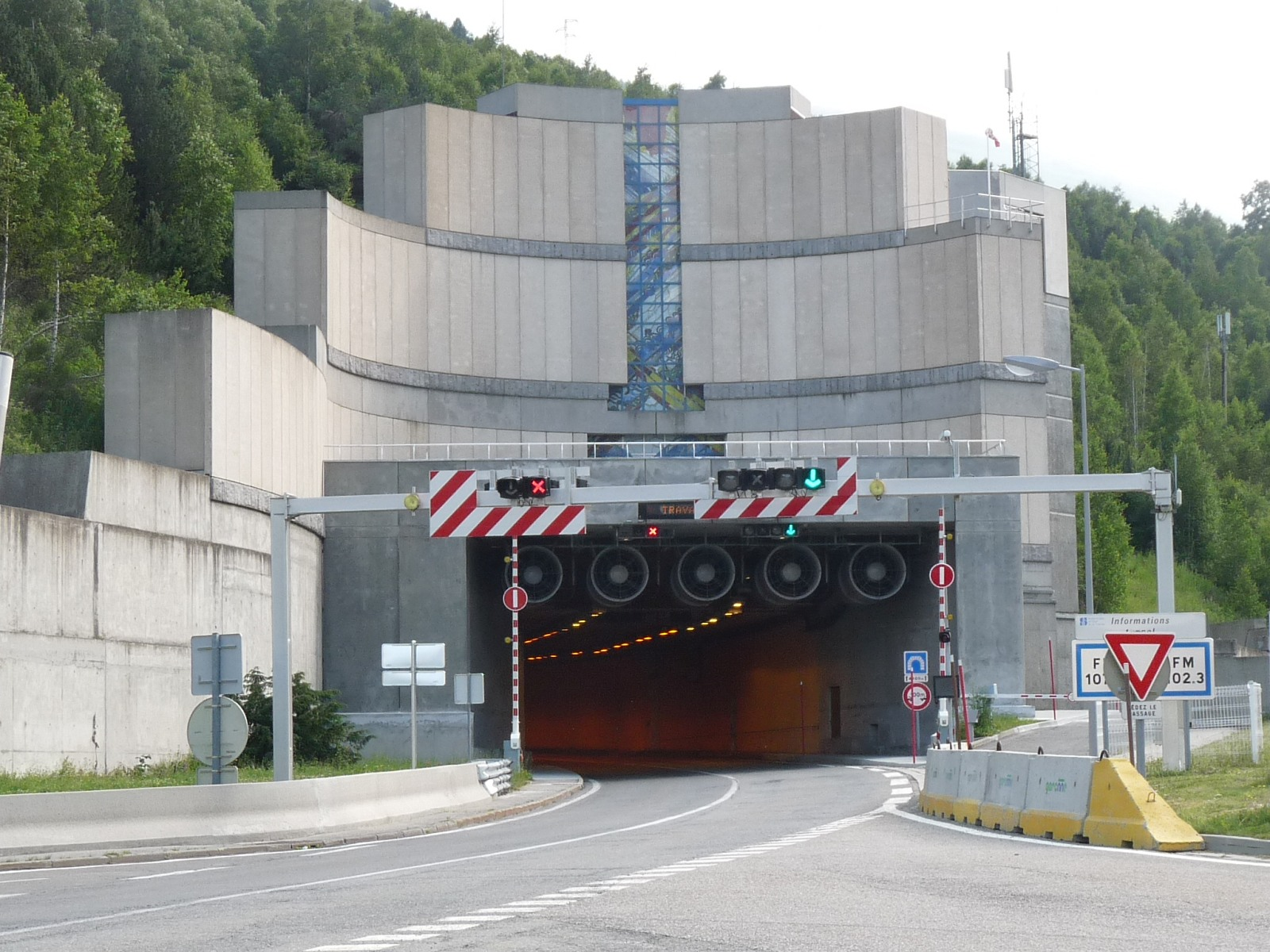
Bona nord del túnel, a l'Ospitalet

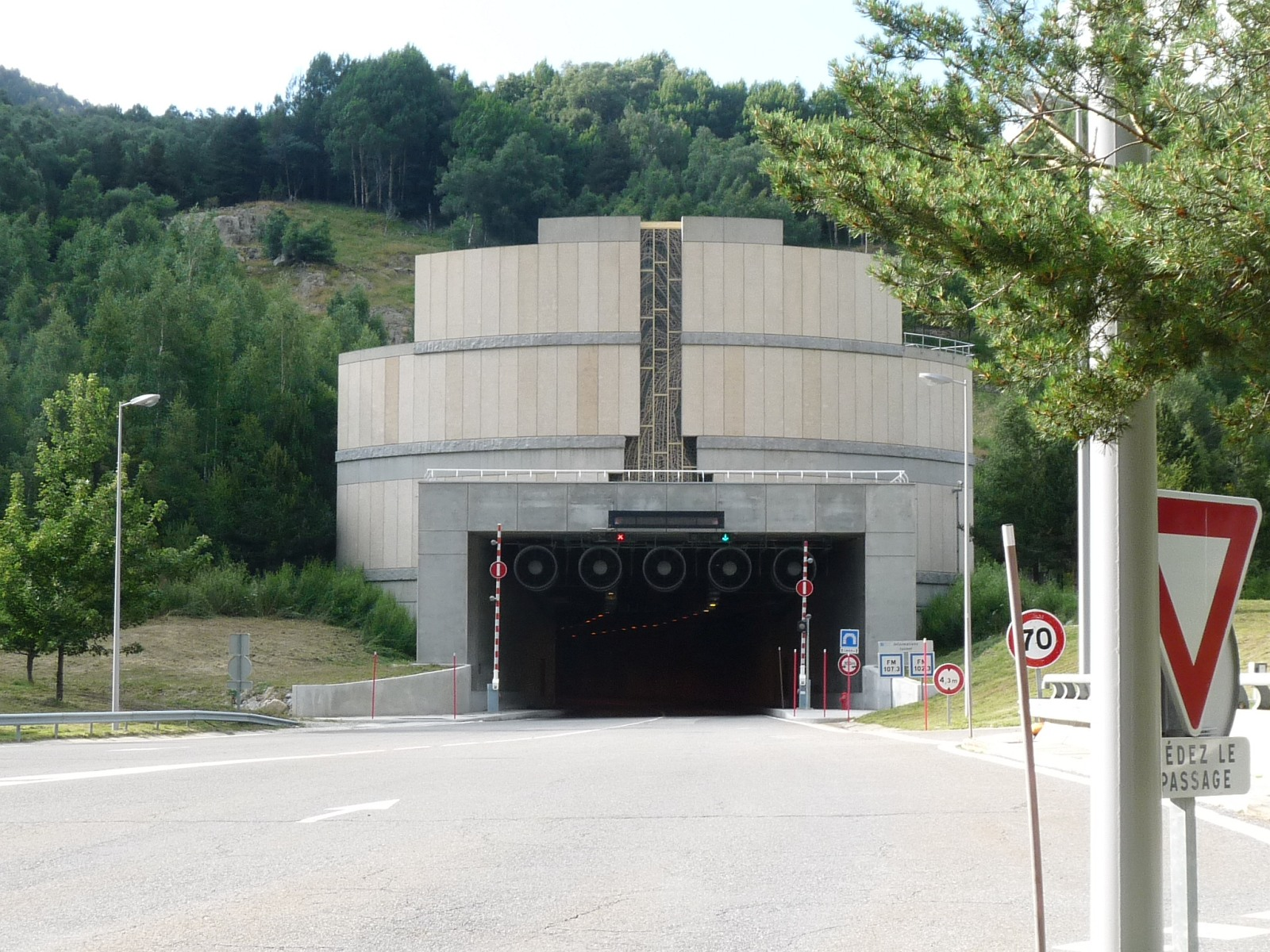
Bona sud del túnel, a Portè

- Un sol túnel (tub) bidireccional de 4820 metres de longitud, amb un carril en cada sentit
- La boca sud està situada a 1.560msn mentre que la boca nord és a 1.515msn.
- Cinc garatges i cinc refugis antiincendis
- Tres galeries de retorn
- Dos motors de ventilació.